# Adrien Silva
Adrien Sébastien Perruchet Silva (ur. 15 marca 1989 w Angoulême) – portugalski piłkarz pochodzenia francuskiego grający na pozycji środkowego pomocnika w portugalskim klubie Rio Ave. W latach 2014–2018 występował w reprezentacji Portugalii. Złoty medalista Mistrzostw Europy 2016.

## Kariera klubowa
Swoją karierę piłkarską Silva rozpoczął w klubie Girondins Bordeaux. W latach 1994–2000 trenował w juniorach tego klubu. Następnie w latach 2000-2002 trenował w ARC Paçô. W 2002 roku podjął treningi w Sportingu CP. W 2007 roku awansował do kadry pierwszego zespołu Sportingu. 17 sierpnia 2007 zadebiutował w portugalskiej pierwszej lidze w wygranym 4:1 domowym meczu z Académiką Coimbra, gdy w 90. minucie zmienił Derleia. W sezonie 2007/2008 wywalczył wicemistrzostwo Portugalii oraz zdobył Puchar Portugalii.
W 2010 roku Silva trafił na wypożyczenie do izraelskiego Maccabi Hajfa. Swój debiut w izraelskiej lidze zaliczył 22 sierpnia 2010 w wygranym 1:0 wyjazdowym meczu z Maccabi Tel Awiw. W sezonie 2010/2011 wywalczył z Maccabi tytuł mistrza Izraela.
Na początku 2011 roku Silva został wypożyczony ze Sportingu do Académiki Coimbra. Swój debiut w niej zaliczył 22 stycznia 2011 w przegranym 1:2 wyjazdowym meczu z SC Olhanense. W Académice grał przez półtora roku. W maju 2012 wystąpił w wygranym 1:0 finale Pucharu Portugalii ze Sportingiem.
Latem 2012 Silva wrócił do Sportingu. W sezonie 2013/2014 wywalczył z nim wicemistrzostwo Portugalii. Z kolei w sezonie 2014/2015 zdobył Puchar Portugalii (zagrał w wygranym po serii rzutów karnych finale z SC Braga).
| Sezon   | Klub              | Kraj       | Rozgrywki      | Mecze | Bramki |
| ------- | ----------------- | ---------- | -------------- | ----- | ------ |
| 2007/08 | Sporting CP       | Portugalia | Primeira Liga  | 8     | 0      |
| 2008/09 | Sporting CP       | Portugalia | Primeira Liga  | 13    | 0      |
| 2009/10 | Sporting CP       | Portugalia | Primeira Liga  | 13    | 0      |
| 2010/11 | Maccabi Hajfa     | Izrael     | Ligat ha’Al    | 6     | 0      |
| 2010/11 | Académica Coimbra | Portugalia | Primeira Liga  | 6     | 1      |
| 2011/12 | Académica Coimbra | Portugalia | Primeira Liga  | 28    | 4      |
| 2012/13 | Sporting CP       | Portugalia | Primeira Liga  | 19    | 3      |
| 2013/14 | Sporting CP       | Portugalia | Primeira Liga  | 28    | 8      |
| 2014/15 | Sporting CP       | Portugalia | Primeira Liga  | 31    | 8      |
| 2015/16 | Sporting CP       | Portugalia | Primeira Liga  | 29    | 8      |
| 2016/17 | Sporting CP       | Portugalia | Primeira Liga  | 27    | 4      |
| 2017/18 | Sporting CP       | Portugalia | Primeira Liga  | 3     | 1      |
| 2017/18 | Leicester City    | Anglia     | Premier League | 12    | 0      |
| 2018/19 | Leicester City    | Anglia     | Premier League | 1     | 0      |
| 2018/19 | AS Monaco         | Francja    | Ligue 1        | 11    | 0      |

## Kariera reprezentacyjna
Silva grał w młodzieżowych reprezentacjach Portugalii. W dorosłej reprezentacji Portugalii zadebiutował 18 listopada 2014 w wygranym 1:0 towarzyskim meczu z Argentyną, rozegranym w Manchesterze. W 66. minucie tego meczu zmienił André Gomesa.